# Stefan Caplan
Jack-Stefan Caplan, född 16 mars 1965 i Mölndal, är en svensk politiker (moderat) som var riksdagsledamot 2010–2014. Han var invald i riksdagen för Västra Götalands läns västra valkrets. Han kandiderade inte för omval 2014. Caplan är bosatt i Mölndal.
Som nytillträdd riksdagsledamot blev Caplan suppleant i försvarsutskottet.

## Utmärkelser
- Hemvärnets silvermedalj (HvSM), 10 oktober 2014[3]